# Ivan Bender
Ivan Bender (Čapljina, 18. kolovoza 1995.) hrvatski je profesionalni košarkaš. S hrvatskom kadetskom košarkaškom reprezentacijom (do 16) osvojio je zlatnu medalju na Europskom prvenstvu 2011. u Češkoj.
U NCAA zaigrao za Maryland Terrapins.